# Mount Rosenwald
Mount Rosenwald är ett berg i Antarktis. Det ligger i Västantarktis. Nya Zeeland gör anspråk på området. Toppen på Mount Rosenwald är 3 450 meter över havet.
Terrängen runt Mount Rosenwald är varierad. Mount Rosenwald är den högsta punkten i trakten. Trakten är obefolkad. Det finns inga samhällen i närheten.